# José Isidoro d'Oliveira Carvalho Netto
José Isidoro d'Oliveira Carvalho Netto (Almada, 2 de Junho de 1875 - Lisboa, 1960) foi um escultor português.

## Obras conhecidas
- Cabeças de leões do Banco Totta e Açores, na rua Áurea, em Lisboa
- "O Lançador do Disco", no Pavilhão Carlos Lopes, em Lisboa
- Fez parte da equipa de decoração da Assembleia da República em Lisboa

Uma boa parte das suas obras jaz no fundo do mar, ao largo do cabo da Roca, perto de Sintra, devido a naufrágio do navio que regressava duma exposição ao Brasil.

## Biografia
Nascido na Casa do Gato, em Almada, 2/6/1875, da família Netto entretanto falida num processo de garantia ao banqueiro Moura Borges. Foi educado na Casa Pia, frequentou as Belas Artes de Lisboa, o curso de Escultura com 20 valores, com Anatol Calmels e Jose Simões de Almeida, tio, seus professores. Foi seu colega Simões de Almeida, sobrinho.
As suas obras foram premiadas com Medalhas de Bronze e Prata, em 1895, 1896 e 1898. Em 1910 recebe o Prémio Valmor. Foi bolseiro em Paris de 1909 a 1911. Na Exposição Madrid de 1912 recebeu a comenda de Isabel a Católica. Possui ainda medalha de Ouro da exposição do Rio de Janeiro 1923. 
Professor de Desenho da Escola Nacional e vários colégios dependentes da Casa Pia de Lisboa, tendo sido seu aluno Leopoldo de Almeida.
Foi um dos fundadores do Sport Lisboa e Benfica, na farmácia Franco em Belém, em Fevereiro de 1904.

## Principais obras
- -"O Lançador do Disco", no Pavilhão Carlos Lopes, em Lisboa;
- -Busto de António Enes, em marmore, teatro D.Maria II, em Lisboa;
- -Escultura decorativa da Assembleia da República, em Lisboa;
- -Corpo central do Mosteiro dos Jerónimos, em Belém, Lisboa;
- -Cabeças de leão do banco Lisboa e Açores (depois Banco Totta e Açores) na Rua Áurea em Lisboa;
- -Leões do espaço dos Passos Perdidos da Assembleia da República, Lisboa;
- -Cariátide no Museu de Arte Contemporânea, Lisboa;
- -Anjo da Guarda, em Beja,em mármore;
- -Monumento de mármore a Costa Goldofim, em Lisboa e monumento do Dr. Miguel Bombarda e Almirante Cândido dos Reis, em Lisboa;
- -Bustos de bronze de António Marques Pólvora, Dr.José Joaquim de Almeida, de mármore de Carlos de Moura, em madeira o busto da rainha Santa Isabel na capela da Casa Pia, em Lisboa;
- -Medalhões de bronze Dr. Manuel Duarte e estatuário Francisco dos Santos
- -Busto do arquitecto António do Couto.